# ブローダー・ダニエル

バンド・ロゴ

ブローダー・ダニエル（Broder Daniel）は、スウェーデンのヨーテボリ出身のバンド。略称はBD。バンド名は「Brother Daniel」の意。
1989年にヘンリク・ベルグレン（Henrik Berggren）が高校のクラスメートだったダニエル・ギルバート（Daniel Gilbert）と結成。主に、ザ・スミス、ジーザス&メリーチェイン、 イギー・ポップ、ヴェルヴェット・アンダーグラウンドから影響を受けている。
曲はメロディアスで、演奏の上手さよりも感情表現を重視した荒削りなサウンドが特徴。心の葛藤や叶わぬ恋をうたったシンプルな英語の歌詞は、当時も今も、スウェーデンの若者からの共感を得ており、その後のスウェーデンのオルタナティブバンドへ与えた影響は多大である。
フロントマンのヘンリク・ベルグレンの黒いアイラインと目の下に貼られた星のスパンコールというカリスマ的なルックスも相まって、カルト的人気を誇る。
2008年にギタリストのアンデシュ・ヨトゥベリ（Anders Göthbergs）が自殺したため、解散した。

## 略歴
1987年、ヘンリク・ベルグレンとダニエル・ギルバートはヨーテボリにある主に富裕層の子供達が行く高校、ヨーテボリス・フーグレ・サムスクーラ（Göteborgs Högre Samskola）で出会う。お互い、ザ・スミスが好きということから意気投合した。また、他のメンバーであるホーカン・ヘルストレム（Håkan Hellström）、テオドル・イェンセン（Theodor Jensen）、ヨアン・ネックヴァル（Johan Neckvall）とも後にここで出会う。
当時、将来や自身に対して全く無関心で自分を負け犬と考えていたヘンリクは、社会的敬意を得るため、1989年にダニエルと「ブローダー・ダニエル」を結成する。そしてその頃、ジミ・ヘンドリックスのカバーバンド「リトル・ウィング（Little Wing）」に在籍していたホーカン、テオドル、ヨアンも誘い、彼らもバンドに加わることになった。

## ディスコグラフィ

### アルバム
- Saturday Night Engine (1995年)
- Broder Daniel (1996年)
- 『白い暴走』 - Broder Daniel Forever (1998年)
- Singles (2000年)
- Cruel Town (2003年)
- No Time For Us (1989–2004) (2005年)
- The Demos 1989-1997 (2005年)